# XRail
Xrail ist eine Allianz von sieben europäischen Güterbahnen. Beteiligt sind CFL Cargo, DB Cargo, Hexafret, Green Cargo, Lineas, Rail Cargo Austria und SBB Cargo. Diese Eisenbahnverkehrsunternehmen erbringen ungefähr 2/3 des europäischen Wagenladungsverkehrs. Ziel ist es, die Pünktlichkeit und die Information der Kunden im europäischen Wagenladungsverkehr zu stärken. 
Die Idee der Allianz Xrail wurde 2007 unter der Leitung des Internationalen Eisenbahnverbandes UIC in Paris lanciert. Der Beschluss zur Gründung von Xrail wurde am 18. Februar 2010 in Zürich bekannt gegeben.
Die XRail AG mit Sitz in Basel ist eine Servicegesellschaft für die Unternehmen. 

## XCB
Über den Xrail Capacity Booking Broker (XCB-Broker) verfügen die Mitgliedsunternehmen über eine gemeinsame, zentrale Schnittstelle, die alle relevanten Buchungs- und anderen transportbezogenen Nachrichten an oder von den verschiedenen Allianzpartnern sendet. Über eine halbe Million Transporte pro Jahr werden nahtlos gebucht und laufen kapazitätsgeprüft über das Netzwerk.